# Ruben Agnarsson
Leif Ruben Agnarsson, född 27 januari 1962 i Borås, är en svensk journalist och författare, bosatt i Funbo utanför Uppsala.

## Karriär
Agnarsson var i september år 2001 en av initiativtagarna till den kristna tidningen Världen idag, där arbetade som VD, ansvarig utgivare och ledarskribent, och under en period också som chefredaktör och redaktionschef. I november 2010 avsatte tidningens styrelse Agnarsson från posterna som vd och ansvarig utgivare., och i april 2011 lämnade han tidningen helt för att bli vice koncernchef för Kanal 10 Media AB, med bl a Kanal 10 Sverige, Kanal 10 Norge, Kanal 10 Asien och veckotidningen Inblick.
. 
Som grävande reporter har han uppmärksammat Estonias förlisning och den efterföljande haveriutredningen. Hans artiklar om 1970-talets Bordellhärva år 2006 bidrog till att en av de utnyttjade kvinnorna året därpå trädde fram på en presskonferens och krävde ett skadestånd från den svenska staten[källa behövs]. Andra artiklar som han skrivit har handlat om IB-affären och Jan Guillous samarbete med KGB. Ruben Agnarsson var fram till juni år 2001 chefredaktör för veckotidningen Magazinet, som utgavs av Livets Ords Förlag.
Från 1987 och under 1990-talet var Ruben Agnarsson informationsansvarig hos Livets Ord i Uppsala. Han är fortfarande medlem i församlingen Livets Ord. Tillsammans med Världen idags tidigare chefredaktör Carin Stenström har Agnarsson skrivit Klappjakten på de kristna friskolorna (2003) samt tillsammans med Ulf Ekman och Vebjørn Selbekk boken Frimurarorden - hemligt sällskap och ockult religion (1993) som gavs ut både på svenska och norska. Ruben Agnarsson har även skrivit Drängen från Kroken (2007), en biografi över Sverre Larsson, som under 30 år var VD för tidningen Dagen.